# Trường Đại học Sư phạm Nghệ thuật Trung ương
Trường Đại học Sư phạm Nghệ thuật Trung ương là cơ sở đào tạo, bồi dưỡng nguồn nhân lực có trình độ đại học, sau đại học và nghiên cứu khoa học, chuyển giao công nghệ trong lĩnh vực Văn hóa, Giáo dục nghệ thuật, trực thuộc Bộ Giáo dục và Đào tạo.
Cơ sở của trường tọa lạc tại số 18 ngõ 55 đường Trần Phú, phường Thanh Liệt, thành phố Hà Nội.

## Chức năng
- Đào tạo đội ngũ giáo viên âm nhạc, mỹ thuật có trình độ đại học, sau đại học và các trình độ khác.
- Đào tạo hoàn chỉnh kiến thức ở trình độ đại học cho giáo viên Âm nhạc, Mỹ thuật.
- Tổ chức đào tạo giáo viên giảng dạy các môn nghệ thuật khác theo yêu cầu giáo dục toàn diện của giáo dục phổ thông, nhu cầu của giáo dục chuyên nghiệp và xã hội.
- Nghiên cứu và ứng dụng kết quả NCKH Sư phạm Âm nhạc, Sư phạm Mỹ thuật và các ngành khác trong lĩnh vực nghệ thuật cho các bậc học phổ thông, trung cấp, đại học và cho xã hội.
- Tổ chức các hoạt động văn hoá-nghệ thuật có quy mô địa phương và toàn ngành.
- Liên kết hợp tác về đào tạo, NCKH với các cơ sở đào tạo trong và ngoài nước.

## Nhiệm vụ
- Đào tạo giáo viên ngành âm nhạc, mỹ thuật các trình độ khác nhau (đại học, cao đẳng, trung cấp) với phương thức đào tạo (chính quy, không chính quy) và các hình thức đào tạo khác nhau (đào tạo theo địa chỉ, đào tạo liên kết với một số cơ sở trong và ngoài nước).
- Đào tạo, chuẩn hoá đội ngũ giáo viên ngành Âm nhạc, Mỹ thuật.
- Nghiên cứu xây dựng các chương trình đào tạo nghệ thuật khác.
- Mở thêm một số mã ngành đào tạo nghệ thuật khác như: Sư phạm biểu diễn, Nghệ thuật ứng dụng, Múa, Giáo dục nghệ thuật truyền thống... (theo chủ trương đa các môn nghệ thuật vào giáo dục) và các môn nghệ thuật do yêu cầu của xã hội.
- Tiến hành xây dựng chương trình đào tạo sau đại học Sư phạm Âm nhạc, Mỹ thuật để từng bước triển khai công tác đào tạo sau đại học từ 2010. Xây dựng thành trung tâm nghiên cứu khoa học về lĩnh vực giáo dục nghệ thuật (thành lập Viện Sư phạm Nghệ thuật thuộc trường).

## Cơ cấu tổ chức

### Các phòng ban
Hội đồng trường; Hiệu trưởng và các Phó Hiệu trưởng; Hội đồng khoa học và đào tạo; Các phòng chức năng:
- Phòng Tổ chức - Hành chính
- Phòng Kế hoạch - Tài chính - Quản trị thiết bị
- Phòng Quản lý HSSV
- Phòng Quản lý Chất lượng và Thanh tra Pháp chế
- Phòng Quản lý đào tạo Đại học và Sau đại học
- Phòng KHCN, Truyền thông và Hợp tác quốc tế

### Các khoa đào tạo
- Khoa Sư phạm Âm nhạc
- Khoa Piano và Thanh nhạc
- Khoa Sư phạm Mỹ thuật
- Khoa Mỹ thuật Ứng dụng
- Khoa Văn hoá – Nghệ thuật
- Khoa Giáo dục đại cương

#### Các ngành đào tạo hiện nay
| Ngành                                                  | Khoa đào tạo chính của ngành |
| ------------------------------------------------------ | ---------------------------- |
| Sư phạm Mỹ thuật                                       | Sư phạm Mỹ thuật             |
| Chuyên ngành Sư phạm Mỹ thuật Mầm non                  | Sư phạm Mỹ thuật             |
| Hội hoạ                                                | Sư phạm Mỹ thuật             |
| Sư phạm Âm nhạc                                        | Sư phạm Âm nhạc              |
| Chuyên ngành Sư phạm Âm nhạc Mầm non                   | Sư phạm Âm nhạc              |
| Thanh nhạc                                             | Piano và Thanh nhạc          |
| Piano                                                  | Piano và Thanh nhạc          |
| Thiết kế Đồ hoạ                                        | Mỹ thuật Ứng dụng            |
| Thiết kế Thời trang                                    | Mỹ thuật Ứng dụng            |
| Công nghệ May                                          | Mỹ thuật Ứng dụng            |
| Diễn viên Kịch - Điện ảnh                              | Văn hoá - Nghệ thuật         |
| Quản lý văn hoá                                        | Văn hoá - Nghệ thuật         |
| Công tác xã hội                                        | Văn hoá - Nghệ thuật         |
| Du lịch                                                | Văn hoá - Nghệ thuật         |
| Thạc sĩ Lý luận và phương pháp dạy học âm nhạc         | Sư phạm Âm nhạc              |
| Thạc sĩ Lý luận và phương pháp dạy học bộ môn mỹ thuật | Sư phạm Mỹ thuật             |
| Thạc sĩ Quản lý văn hoá                                | Văn hoá - Nghệ thuật         |
| Thạc sĩ Mỹ thuật ứng dụng                              | Mỹ thuật Ứng dụng            |
| Tiến sĩ Lý luận và phương pháp dạy học âm nhạc         | Sư phạm Âm nhạc              |